# Церковь Анны праведной Зачатия (Гора)
Церковь Анны праведной Зачатия — недействующий православный храм в деревне Гора городского округа Шатура Московской области. Относится к Шатурскому благочиния Балашихинской епархии Русской православной церкви.

## История
Изначально Зачатьевская церковь находилась в селе Остров, известном в качестве села с 1498 года.
В начале XVIII века деревянная церковь сгорела, и в 1743 году построили новую деревянную церковь.
В 1858 году была перестроена колокольня.
В 1856 году в селе Остров построили второй деревянный храм — во имя Святой Живоначальной Троицы, с приделом во имя Димитрия Солунского. В 1896 году Троицкий храм продали в деревню Ланино.
По данным 1890 года в состав прихода, кроме села, входили деревни Гора, Малеиха, Старое Ворово, Тюшино, Пожинская, Новое Ворово (ныне Тупицыно) и хутор Саматиха.
14 мая 1896 года на месте Троицкой церкви заложен новый каменный храм в память коронования императора Николая II и императрицы Александры Феодоровны.
В советские годы храм закрыли.
В 1999 году храм был передан церкви и зарегистрирована приходская община. В настоящий момент средств на восстановление храма не имеется.